# Rechargement par recul

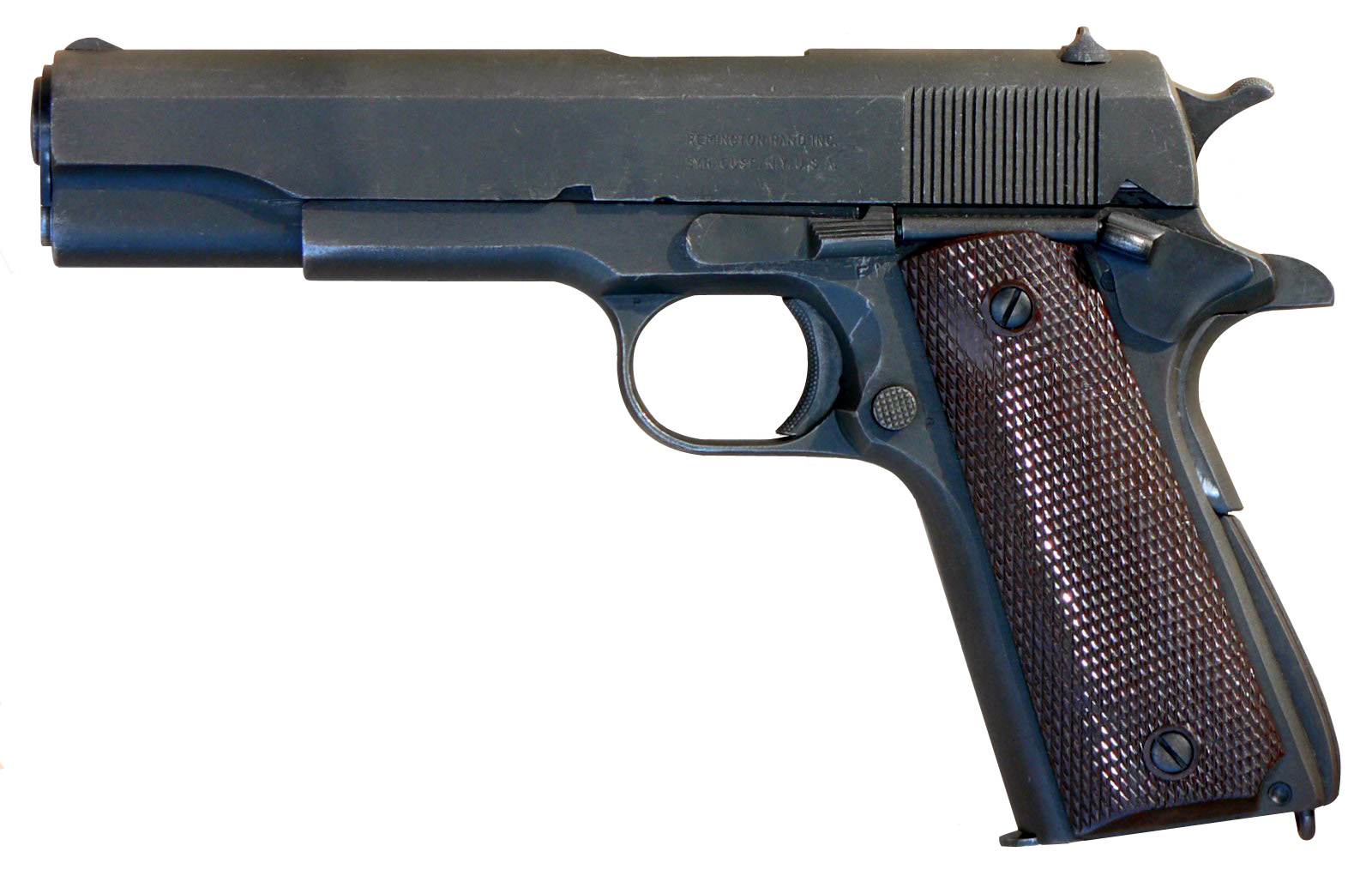
Pistolet semi-automatique Colt M1911, opéré par recul.

Le rechargement par recul est un système de réarmement des armes à feu automatiques et semi-automatique, dans lequel une partie de l'énergie du recul est récupérée et utilisée pour réamorcer l'arme (éjecter l'étui usagé, et recharger une cartouche dans la chambre).